# Lancia Musa
Le Lancia Musa est un modèle de minispace produit par le constructeur automobile italien Lancia entre 2004 et 2012.

## Description

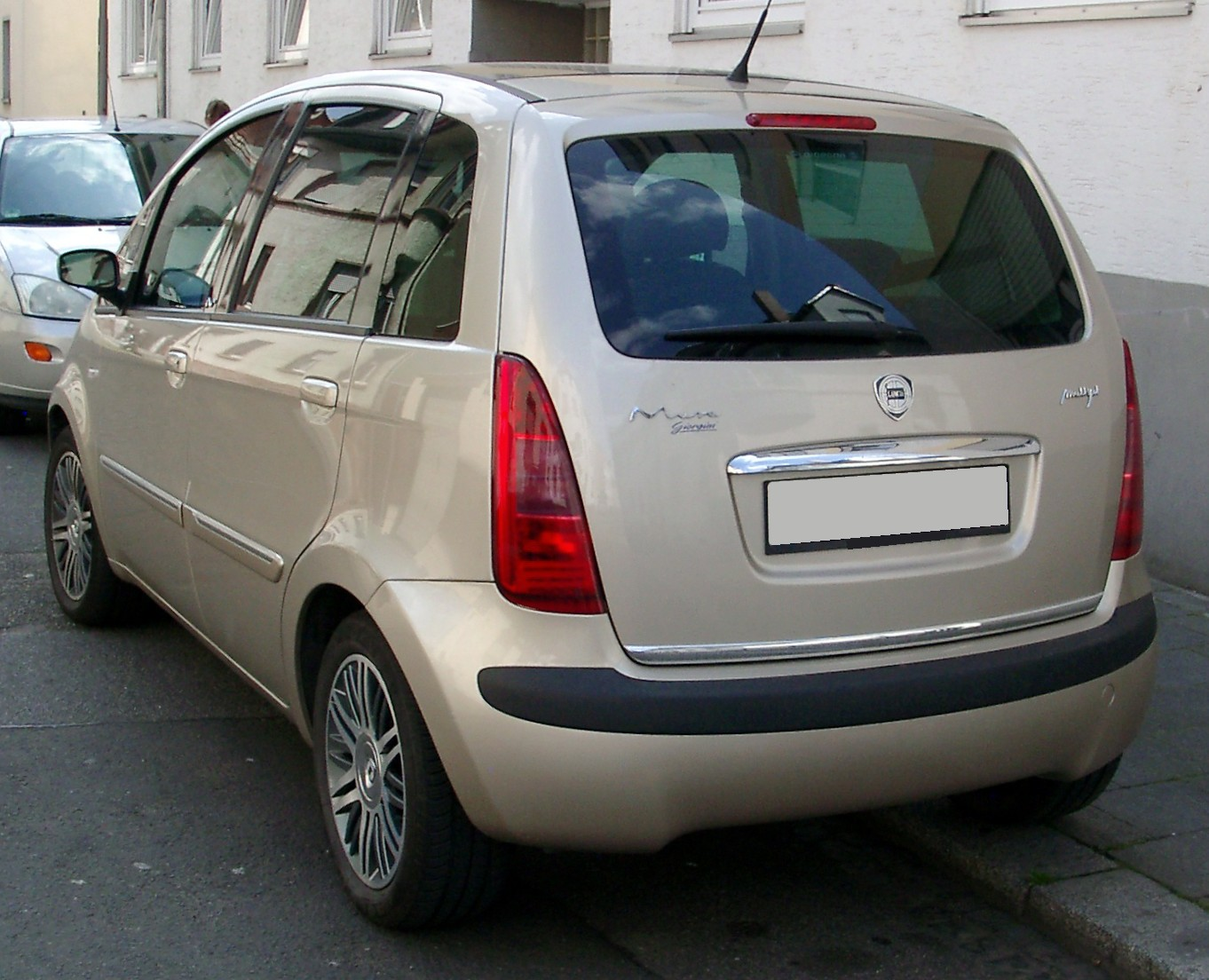
Lancia Musa phase 1

Le monospace citadin de Lancia est arrivée sur le marché en octobre 2004. La marque italienne a voulu en faire la version familiale à 5 portes de sa citadine Ypsilon, qui n'était disponible qu'en 3 portes. Jumeau technique au Fiat Idea, le Musa est plus luxueux, mieux équipé, mais aussi plus cher.
À l'extérieur, le Musa se distingue de l'Idea par son imposante calandre chromée, ses phares en amande et son capot nervuré, rappelant sa petite sœur Ypsilon. À l'arrière, le hayon du Lancia est plus galbé que celui du Fiat.
À l'intérieur, la planche de bord est identique mais les matériaux sont plus raffinés (tissus, coloris) avec, en option dans la Lineaccessori, une troisième boîte à gants amovible, nommée "Musette", faisant office de sac pour dame. Trois finitions sont disponibles : Oro, en entrée de gamme, Platino, avec cuir de série, et l'atypique B-colore avec des tons chauds, sur la partie inférieure de la carrosserie et la couleur Marrone Caravaggio sur la partie supérieure.
Excepté le 1,4 litre 8V de 77 ch, les moteurs sont les mêmes que ceux du Fiat Idea. Selon les statistiques ANFIA, le Lancia Musa a été produit à 207.458 exemplaires dans l'usine Fiat Mirafiori, sur la même chaîne que le Fiat Idea, entre juin 2004 et le 30 juillet 2012. Ce modèle n'a pas été remplacé dans la gamme Lancia.

## Motorisations

### Essence
- 1,4 litre Starjet 16V

Puissance max. : 95 ch
Couple max. : 128 N m
Vitesse max. : 175 km/h
0 à 100 km/h : 11,5 s
Consommation mixte / 100 km : 6,6 l
Émission CO2 : 157 g/km

### Diesel Multijet
- 1,3 litre 16V 70

Puissance max. : 70 ch
Couple max. : 180 N m
Vitesse max. : 159 km/h
0 à 100 km/h : 15,4 s
Consommation mixte / 100 km : 5,1 l
Émission CO2 : 135 g/km
- 1,3 litre 16V 90

Puissance max. : 90 ch
Couple max. : 200 N m
Vitesse max. : 173 km/h
0 à 100 km/h : 12,5 s
Consommation mixte / 100 km : 4,9 l
Émission CO2 : 131 g/km
- 1,3 litre 16V 95 (stop & start)

Puissance max. : 95 ch
Couple max. : 200 N m
Vitesse max. : 175 km/h
0 à 100 km/h : ? s
Consommation mixte / 100 km : 4,5 l
Émission CO2 : 118 g/km
- 1,9 litre 8V 100

Puissance max. : 100 ch
Couple max. : 259 N m
Vitesse max. : 179 km/h
0 à 100 km/h : 11,5 s
Consommation mixte / 100 km : 5,5 l
Émission CO2 : 146 g/km

## Finitions
- Oro
- Platino
- Di Lusso

nouvelle version
- poltrona Frau

## Restylage

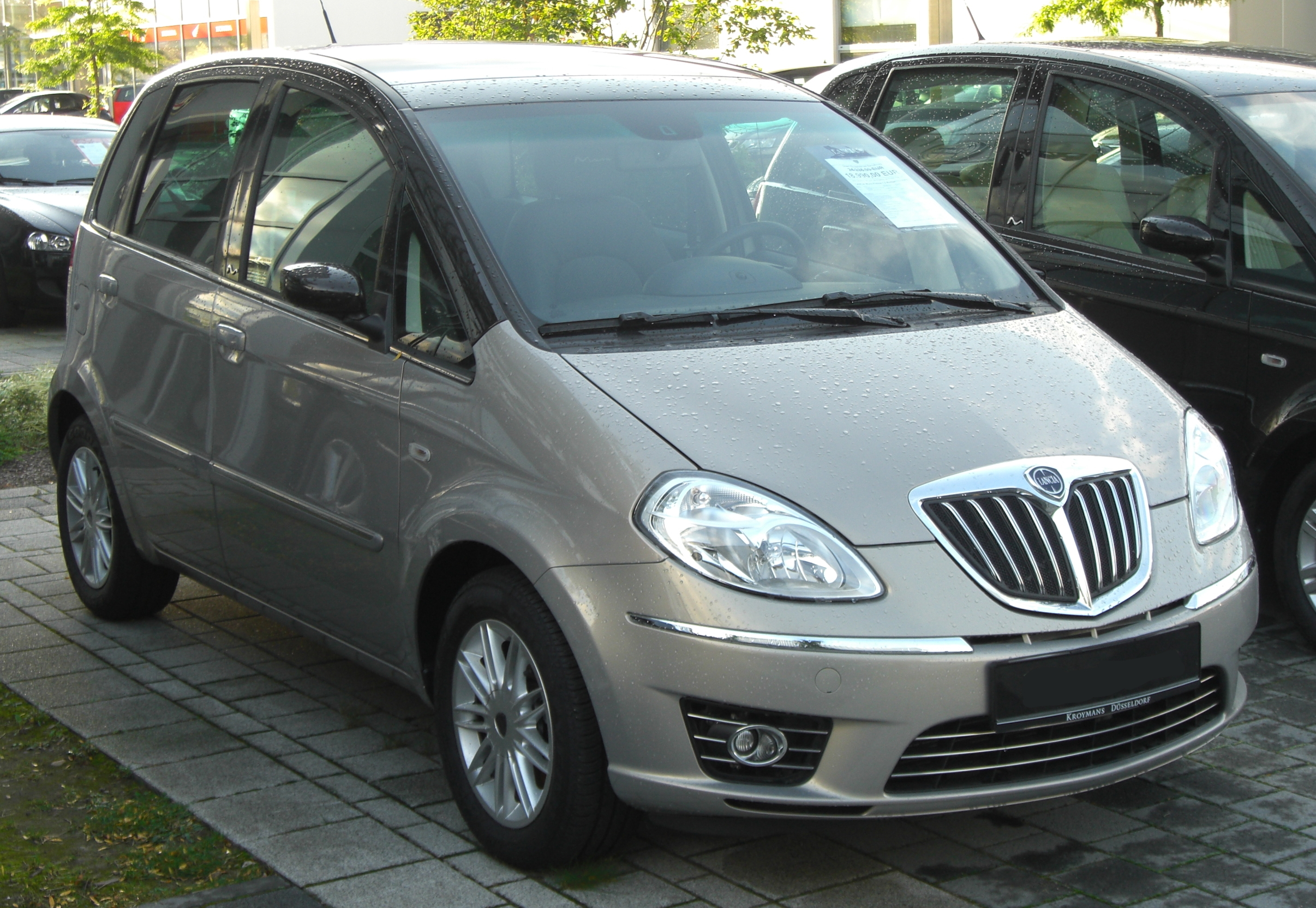
Lancia Musa phase 2

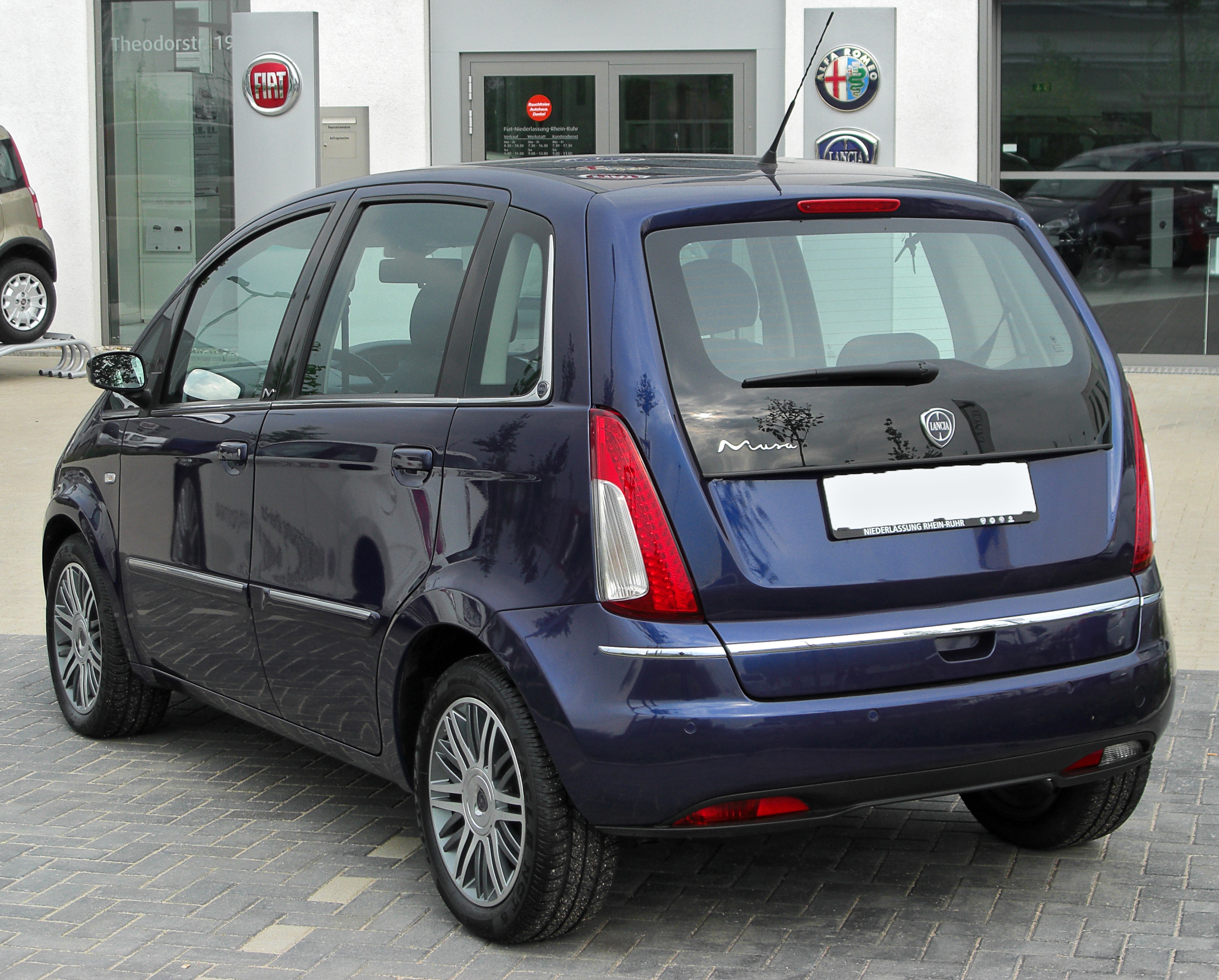
Lancia Musa phase 2

Présentée au Salon de Francfort en septembre 2007, cette seconde série de Lancia Musa bénéficie d'un profond changement de sa face avant qui lui procure une élégance certaine et un caractère plus affirmé la distinguant ainsi du Fiat Idea. La longueur du véhicule augmente de 5 cm et le coffre à bagages augmente de 70 litres, ce qui lui permet de devenir la référence dans sa catégorie. Le hayon arrière a été entièrement revu avec une ouverture plus basse, directement au niveau du plancher.
Comme sur la petite berline Ypsilon II, le constructeur offre la possibilité d'avoir une double teinte de carrosserie. L'intérieur, toujours luxueusement fini chez Lancia, dispose de tissus AIRtex ou de cuir "Poltrona Frau" et de l'équipement Blue&Me, fruit de la collaboration entre le groupe Fiat Auto et Microsoft.
Côté motorisations, Lancia adopte le nouveau moteur Diesel Fiat Powertrain 1,6 litre 16 soupapes Common rail Multijet homologué Euro 5, de 1 598 cm3 et développant 120 ch, en remplacement du précédent 1,9 litre JTD.
En 2009, Lancia lance la version Musa EcoChic équipée d'un moteur Fiat Bi-fuel essence et GPL développant 78 ch. Tous les modèles de la gamme Lancia sont équipés du dispositif Stop & Start. À partir de 2011, les motorisations seront toutes conformes à la norme Euro 5.

### Motorisations
| Modèle               | Date commercialisation | Moteur                            | Cylindrée | Puissance      | Emissions CO2 (g/km) | Accélération 0-100 km/h (secondes) | Vitesse maxi (km/h) | Consommation (l/100 km) |
| -------------------- | ---------------------- | --------------------------------- | --------- | -------------- | -------------------- | ---------------------------------- | ------------------- | ----------------------- |
| 1.4 Fire 8V          | 2004 - 2010            | 4 cylindres en ligne, essence     | 1 368 cm3 | 57 kW / 78 ch  | 146                  | 13,5                               | 163                 | 6,1                     |
| 1.4 EcoChic 8V       | 2009 -                 | 4 cylindres en ligne, essence-GPL | 1 368 cm3 | 57 kW / 78 ch  | 120                  | 13,5                               | 163                 | 6,1                     |
| 1.4 Fire 16V         | 2004 -                 | 4 cylindres en ligne, essence     | 1 368 cm3 | 70 kW / 95 ch  | 157                  | 11,5                               | 175                 | 6,5                     |
| 1.3 Multijet 16V 70  | 2004 -                 | 4 cylindres en ligne, diesel      | 1 248 cm3 | 51 kW / 69 ch  | 129                  | 15,4                               | 165                 | 4,9                     |
| 1.3 Multijet 16V 90  | 2006 -                 | 4 cylindres en ligne, diesel      | 1 248 cm3 | 66 kW / 90 ch  | 124                  | 12,5                               | 173                 | 4,7                     |
| 1.6 Multijet 16V 120 | 2008 -                 | 4 cylindres en ligne, diesel      | 1 598 cm3 | 88 kW / 120 ch | 129                  | 9,9                                | 190                 | 4,9                     |
| 1.9 JTD 8V 100       | 2004 - 2008            | 4 cylindres en ligne, diesel      | 1 910 cm3 | 74 kW / 101 ch | 137                  | 11,5                               | 179                 | 5,2                     |

## Sécurité
Les Fiat Idea et Lancia Musa ont obtenu quatre étoiles aux crash-tests Euro NCAP.
- Note totale : * * * * (maximum pouvant être obtenu est de 5 étoiles)
- Chocs frontaux : 56 % de réussite
- Chocs latéraux : 83 % de réussite
- Protection des enfants : * *  (maximum pouvant être obtenu est de 5 étoiles)
- Protection des piétons : * (maximum pouvant être obtenu est de 4 étoiles)